# Nuoto ai XVI Giochi del Mediterraneo - 50 metri dorso maschili

## Record
Prima di questa competizione, il record del mondo (WR) e il record dei Giochi del Mediterraneo (GR) erano i seguenti:
|    | 24"33 | Randall Bal Stati Uniti       | 5 dicembre 2008 Eindhoven, Paesi Bassi |
| GR | 25"62 | Aristeidis Grigoriadis Grecia | 24 giugno 2005 Almería, Spagna         |

Durante l'evento sono stati migliorati i seguenti record:
| Data      | Evento      | Atleta                  | Nazione | Tempo | Record |
| --------- | ----------- | ----------------------- | ------- | ----- | ------ |
| 27 giugno | 1ª batteria | Benjamin Stasiulis      | Francia | 25"45 | GR     |
| 27 giugno | 2ª batteria | Camille Lacourt         | Francia | 25"08 | GR     |
| 27 giugno | Finale      | Aschwin Wildeboer Faber | Spagna  | 24"73 | GR     |

## Batterie
Sabato 27 giugno, ore 10:15 CEST.
Si sono svolte 3 batterie di qualificazione. I primi 8 atleti si sono qualificati direttamente per la finale. Benjamin Stasiulis non si è qualificato per la finale, in quanto il numero massimo di atleti per nazione è pari a due.
| #  | Batteria | Corsia | Atleta                  | Nazionalità | Tempo | Note  |
| -- | -------- | ------ | ----------------------- | ----------- | ----- | ----- |
| 1  | 2        | 4      | Camille Lacourt         | Francia     | 25"08 | Q, GR |
| 2  | 1        | 5      | Benjamin Stasiulis      | Francia     | 25"45 | GR    |
| 3  | 2        | 5      | Mirco Di Tora           | Italia      | 25"66 | Q     |
| 4  | 1        | 4      | Aschwin Wildeboer Faber | Spagna      | 25"67 | Q     |
| 5  | 3        | 4      | Aristeidis Grigoriadis  | Grecia      | 25"76 | Q     |
| 6  | 3        | 5      | Jérémy Stravius         | Francia     | 25"84 | Q     |
| 7  | 3        | 3      | Sebastiano Ranfagni     | Italia      | 26"00 | Q     |
| 8  | 1        | 3      | Ante Cvitkovic          | Croazia     | 26"24 | Q     |
| 9  | 2        | 3      | Ivan Tolic              | Croazia     | 26"85 | Q     |
| 10 | 2        | 6      | Robert Zbogar           | Slovenia    | 27"17 |       |
| 11 | 1        | 6      | Guven Duvan             | Turchia     | 27"52 |       |
| 12 | 3        | 2      | Dimitrios Chasiotis     | Grecia      | 27"54 |       |
| 13 | 3        | 6      | Amine Kouame            | Marocco     | 27"94 |       |
| 14 | 1        | 2      | Giannis Zinonos         | Cipro       | 28"36 |       |
| 15 | 2        | 7      | Bilal Achalhi           | Marocco     | 28"82 |       |
| 16 | 3        | 7      | Marios Panayi           | Cipro       | 29"09 |       |
| 17 | 2        | 1      | Sidni Hoxha             | Albania     | 29"72 |       |
| 18 | 2        | 2      | Nadim Barakat           | Libano      | 31"21 |       |
| 19 | 3        | 1      | Sofyan El Gadi          | Libia       | 31"49 |       |
| 20 | 1        | 7      | Florenc Llanaj          | Albania     | 32"36 |       |

## Finale
Sabato 27 giugno, ore 18:03 CEST.
| Posizione | Corsia | Atleta                  | Paese   | Tempo | Note |
| --------- | ------ | ----------------------- | ------- | ----- | ---- |
|           | 3      | Aschwin Wildeboer Faber | Spagna  | 24"73 | GR   |
|           | 4      | Camille Lacourt         | Francia | 25"03 |      |
|           | 2      | Jérémy Stravius         | Francia | 25"04 |      |
| 4         | 5      | Mirco Di Tora           | Italia  | 25"48 |      |
| 5         | 6      | Aristeidis Grigoriadis  | Grecia  | 25"57 |      |
| 6         | 7      | Sebastiano Ranfagni     | Italia  | 25"91 |      |
| 7         | 1      | Ante Cvitkovic          | Croazia | 26"27 |      |
| 8         | 8      | Ivan Tolic              | Croazia | 27"29 |      |